# DIN 128
DIN 128 er en DIN-Standart for en fjederskive.
| Gevind            |  | M2  | M2,5 | M3  | M3,5 | M4  | M5  | M6   | M7   | M8   | M10  |
| ----------------- |  | --- | ---- | --- | ---- | --- | --- | ---- | ---- | ---- | ---- |
| Huldiameter D1:   |  | 2,1 | 2,6  | 3,1 | 3,6  | 4,1 | 5,1 | 6,1  | 7,1  | 8,1  | 10,2 |
| Udv. Diameter D2: |  | 4,4 | 5,1  | 6,2 | 6,7  | 7,6 | 9,2 | 11,8 | 12,8 | 14,8 | 18,1 |
| Tykkelse S:       |  | 0,5 | 0,6  | 0,7 | 0,7  | 0,8 | 1   | 1,3  | 1,3  | 1,6  | 1,8  |
| Højde Min. H:     |  | 0,7 | 0,9  | 1,1 | 1,1  | 1,2 | 1,5 | 2    | 2    | 2,45 | 2,85 |
| Højde Max. H:     |  | 0,9 | 1,1  | 1,3 | 1,3  | 1,4 | 1,7 | 2,2  | 2,2  | 2,75 | 3,15 |

| Gevind            |  | M12  | M14  | M16  | M18  | M20  | M22  | M24  | M27  | M30  | M36  |
| ----------------- |  | ---- | ---- | ---- | ---- | ---- | ---- | ---- | ---- | ---- | ---- |
| Huldiameter D1:   |  | 12,2 | 14,2 | 16,2 | 18,2 | 20,2 | 22,2 | 24,5 | 27,5 | 30,5 | 36,5 |
| Udv. Diameter D2: |  | 21,1 | 24,1 | 27,4 | 29,4 | 33,6 | 35,9 | 40   | 43   | 48,2 | 58,2 |
| Tykkelse S:       |  | 2,1  | 2,4  | 2,8  | 2,8  | 3,2  | 3,2  | 4    | 4    | 6    | 6    |
| Højde Min. H:     |  | 3,35 | 3,9  | 4,5  | 4,5  | 5,1  | 5,1  | 6,5  | 6,5  | 9,5  | 10,3 |
| Højde Max. H:     |  | 3,65 | 4,3  | 5,1  | 5,1  | 5,9  | 5,9  | 7,5  | 7,5  | 10,5 | 11,3 |